# Albert Curtz

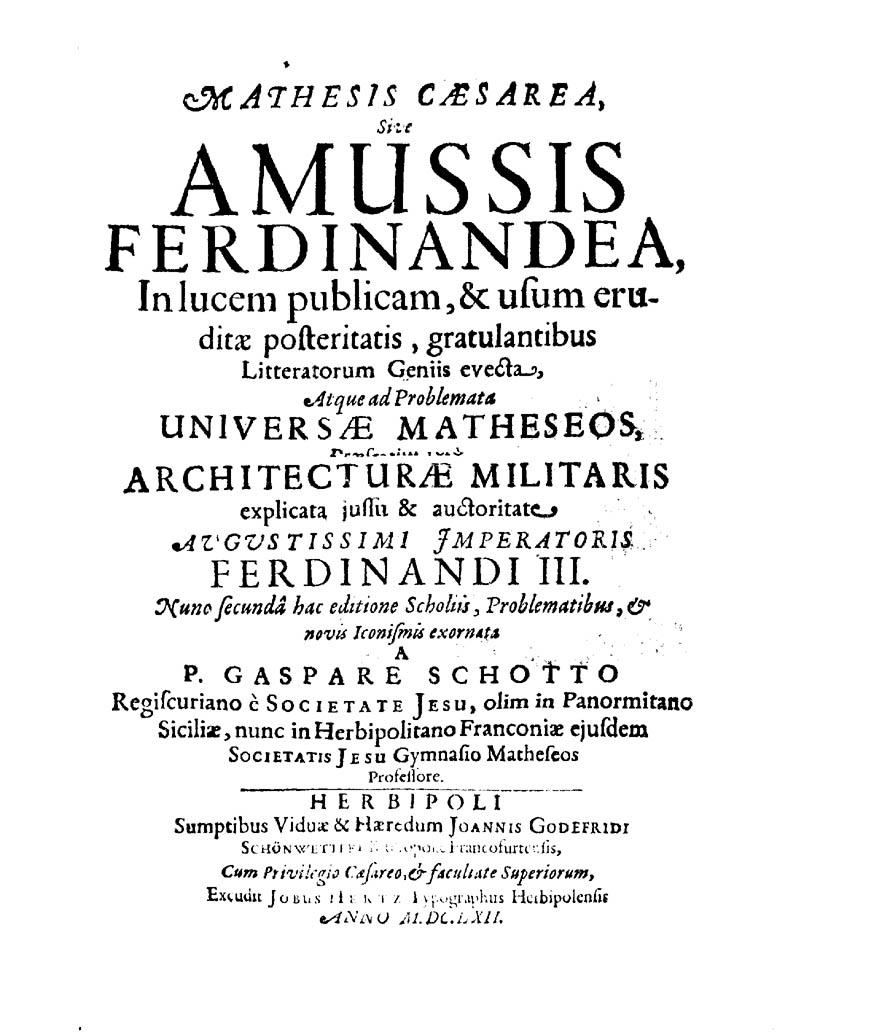
Amussis Ferdinandea, 1662

Albert Curtz (* 14. Oktober 1600 in München; † 19. Dezember 1671 ebenda; lateinische Schreibweise: Albertus Curtius) war ein bayerischer Jesuit, Schriftsteller und Übersetzer sowie bedeutender Astronom.
Nach dem Gymnasialabschluss 1616 am Jesuitengymnasium München (heute: Wilhelmsgymnasium München) trat er in den Jesuitenorden ein, war danach Lehrer für Mathematik und Ethik in Dillingen an der Donau (1626–1629), später Domprediger an St. Stephan in Wien und ab 1646 Rektor des Kollegiums in Nürnberg.
In seinen wissenschaftlichen Werken beschäftigte er sich unter dem Pseudonym Lucius Barrettus, einem Anagramm seines latinisierten Namens mit Anspielung auf die priesterliche Kopfbedeckung, vor allem mit der Erforschung des Mondes und setzte in seinem Werk Historia coelestis die Arbeit von Tycho Brahe fort. Neben Johann Deckers, Johannes Kepler, Francesco Maria Grimaldi und Giambattista Riccioli zählt er zu den bedeutendsten Erforschern des Erdmondes in der Barockzeit.
Seine literarischen Werke, darunter seine Psalmübersetzung Die Harpffen Davids Mit Teutschen Saiten bespannet (Augsburg, 1659) veröffentlichte er auf Deutsch, wobei er sich der in Süddeutschland, Österreich und der Schweiz gängigen oberdeutschen Schreibsprache bediente. Damit stellte er sich bewusst gegen die schon in seiner Zeit mit einem höheren Prestige behaftete ostmitteldeutsche Schreibsprache, wie sie etwa von Martin Opitz propagiert wurde, und rechtfertigt diese Entscheidung auch in seinem Werk. Sein Schreibstil zeigt Ähnlichkeiten zur Sprache seines Zeitgenossen, des bayerischen Barockdichters Johannes Kuen.
Im Gotteslob ist sein Lied Dein Lob, Herr, ruft der Himmel aus in einer Bearbeitung von Adolf Lohmann enthalten (Nr. 381).
Der Mondkrater Curtius ist nach ihm benannt.

## Werke
- Ad Problemata Vniversae Matheseos, Et Praesertim Architectvrae Militaris Explicata, A Sigefrido Hirsch S.C.M.A. Servitiis Cvbicvli. Monachii 1654, Online-Ausgabe der Sächsischen Landesbibliothek – Staats- und Universitätsbibliothek Dresden
- Harpffen Dauids Mit Teutschen Saiten bespannet / Auch Zu Trost / vnd Erquickung der andächtigen Seel. Gesangweiß angerichtet. Gedruckt zu Augspurg / bey Veronica Apergerin / Wittib / auff vnser L. Frau Thor. Anno M.DC.LIX (1659)
- Historia Coelestis / ex libris commentariis manuscriptis observationum vicennalium viri generosi Tichonis Brahe Dani / Lucii Barretti / Utzschneiderus Simon: Augustæ Vindelicorum, 1666